# Simone Barone
Simone Barone (ur. 30 kwietnia 1978 w Nocera Inferiore) – włoski piłkarz, grający na pozycji pomocnika.

## Kariera
Barone jest wychowankiem AC Parmy, gdzie zadebiutował 4 maja 1997 roku przeciwko Atlancie. W 1998 trafił do Calcio Padova, która występowała w Serie C. Następnym klubem Simone Barone był Alzano Virescit skąd przeniósł się do Chievo Werona na dwa lata. Do US Palermo trafił w 2002 roku.
Simone Barone był również reprezentantem Włoch. Zadebiutował w niej 18 lutego 2004 roku w meczu przeciwko reprezentacji Czech. Wystąpił na Mistrzostwach Świata w Niemczech, gdzie wywalczył złoto. Łącznie kadrze narodowej zagrał w 16 meczach i strzelił 1 gola.
Od 5 sierpnia 2006 był piłkarzem Torino FC, do którego trafił za 2.7 milionów euro. 6 sierpnia 2009 przeszedł do Cagliari Calcio. Grał tam do końca sezonu, po czym został wolnym zawodnikiem. Następnie występował w Crociati Noceto oraz Livorno. W 2012 roku zakończył karierę.